# 41º Stormo

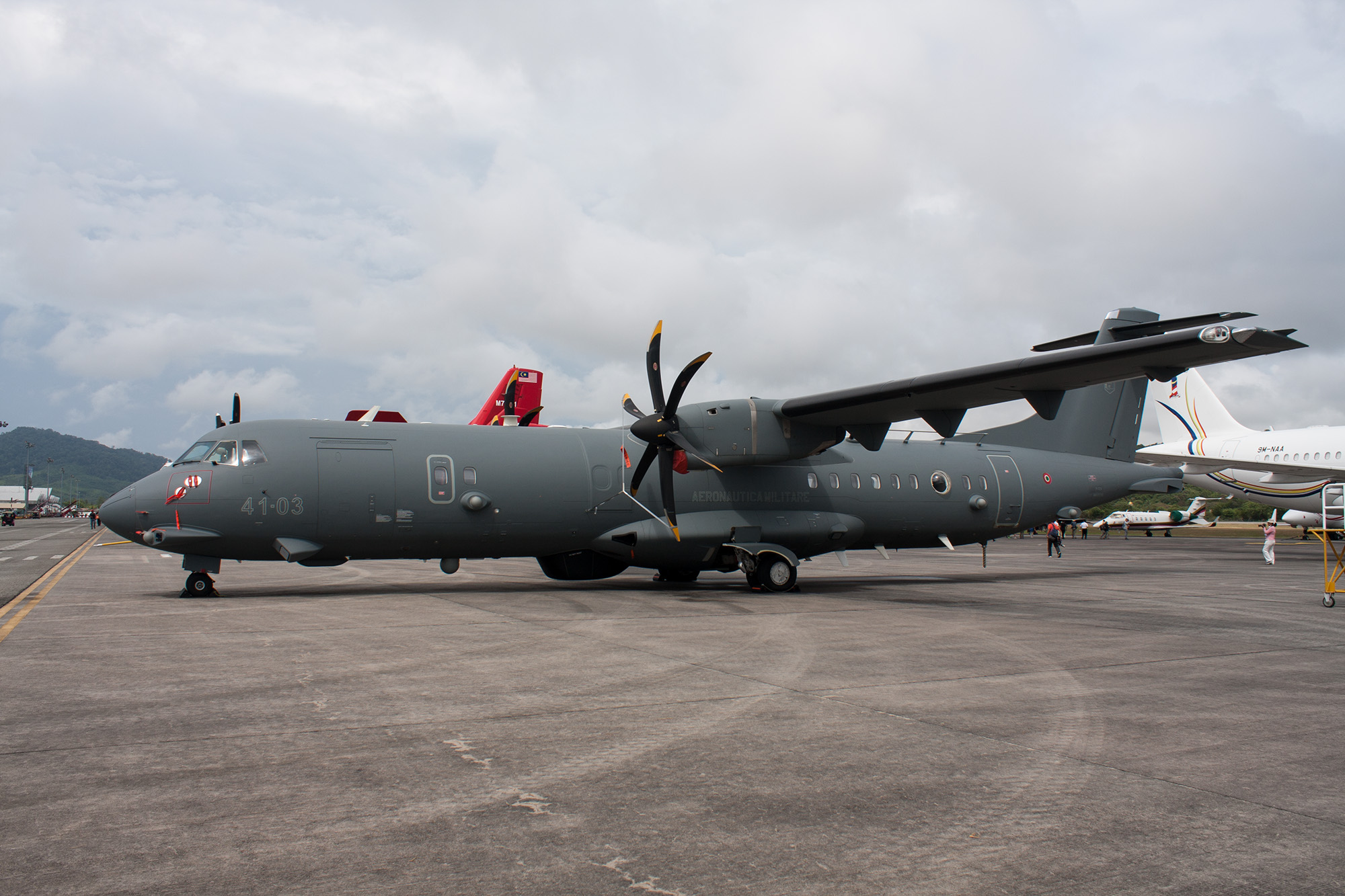
P-72A (ATR 72MP), 41º Stormo

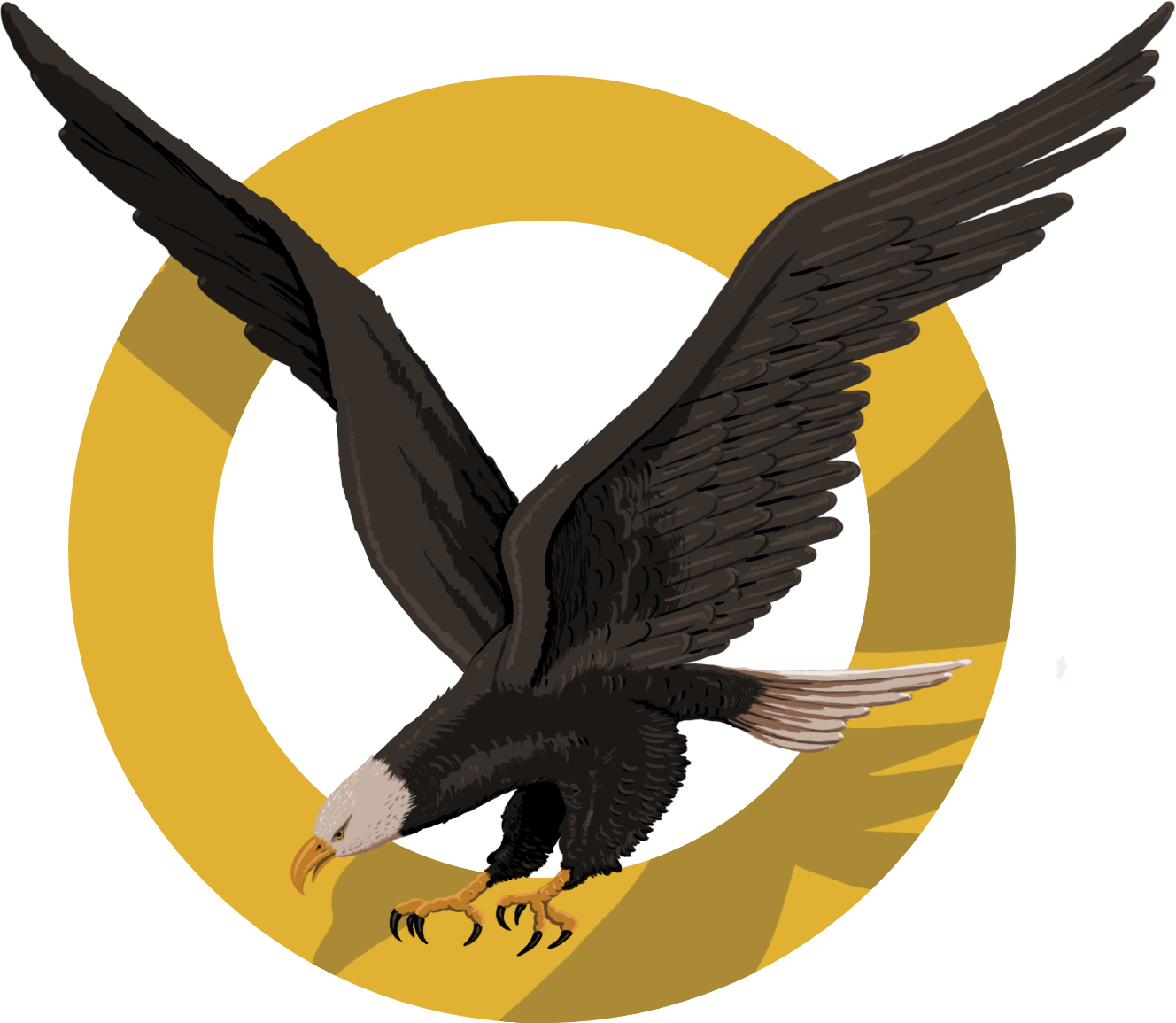
Wappen des 41. Geschwaders bis 1943

41º Stormo “Athos Ammannato” ist die Bezeichnung des 41. Geschwaders der italienischen Luftwaffe. Dieser relativ kleine Seeaufklärungsverband untersteht der operativen Kontrolle der italienischen Marine. Das 41. Geschwader ist auf dem Militärflugplatz Sigonella auf Sizilien stationiert.

## Organisation und Ausrüstung
Das Geschwader besteht aus einer fliegenden Staffel (88º Gruppo), die mit Seeaufklärern vom Typ ATR 72MP (P-72A) ausgerüstet ist. Diese Flugzeuge wurden als Übergangslösung für die im September 2017 ausgemusterten Breguet Atlantic beschafft. Hinzu kommt eine Ausbildungsstaffel (86º Gruppo), in der die von Luftwaffe und Marine kommenden gemischten Flugzeugbesatzungen aus- und fortgebildet werden, sowie technische und logistische Unterstützungseinheiten. Die in Sigonella stationierten Drohnen der 61º Gruppo gehören truppendienstlich nicht dem 41., sondern dem 32. Geschwader in Amendola an.

## Geschichte

### Im Zweiten Weltkrieg
Das 41. Geschwader wurde am 1. Juli 1939 in Reggio Emilia als Bombergeschwader (41º Stormo bombardamento terrestre) aufgestellt. Es verfügte über zwei fliegende Gruppen, die 59º Gruppo mit der 232ª und der 233ª Squadriglia, und die anfangs in Jesi stationierte 60º Gruppo mit der 234ª und der 235ª Squadriglia. Die wenigen bei der Aufstellung zugeteilten Fiat BR.20 wurden ab September 1939 von 36 Savoia-Marchetti SM.79 abgelöst.
Anfang Juni 1940 verlegte das Geschwader nach Gela auf Sizilien, wo es der 3ª Divisione aerea („3. Fliegerdivision“) der 2ª Squadra aerea („2. Fliegerkorps“) unterstellt wurde. Von dort aus flog es etliche Angriffe auf Malta und auf britische Malta-Konvois. Es griff auch in die Seeschlacht bei Punta Stilo ein und nahm an der vergeblichen Verfolgung des britischen Flottenverbands teil. Ende Oktober 1940 kam das Geschwader nach Bengasi in Libyen, wo es zusammen mit dem 15º Stormo die 9ª Brigata Aerea („9. Fliegerbrigade“) bildete und gegen Ziele in Ägypten eingesetzt wurde. Am 8. November 1940 zog man es nach Castelbenito und Tmini bei Tripolis zurück, zwischen dem 19. Februar und dem 2. März 1941 dann nach Aviano in Norditalien. Dort rüstete es auf leichtere Caproni Ca.313 um und verlegte am 23. Dezember 1941 nach Treviso. Bis April 1942 erhielt es rund 50 Fiat CR.42, im Sommer und Herbst dann noch einige wenige gebrauchte Messerschmitt Bf 110 und Dornier Do 217. Mit diesen Flugzeugen operierte es in einer neuen Rolle als Nachtjagdgeschwader gegen alliierte Bomberformationen in Norditalien. Im Sommer und Herbst 1942 verlegte das 41. Geschwader schrittweise auf die Flugplätze Venegono, Caselle und Tradate, von wo aus es zusammen mit anderen Verbänden bis September 1943 die Städte Mailand und Turin gegen Luftangriffe verteidigte. Mit dem Waffenstillstand von Cassibile wurde es dann aufgelöst. Im Verlauf des Krieges war das 41. Geschwader mit zwei silbernen Tapferkeitsmedaillen ausgezeichnet worden.
Nach dem Waffenstillstand blieben noch einige Einheiten, die später vom 41. Geschwader übernommen wurden, im Dienst der Aeronautica Cobelligerante Italiana und damit der Alliierten. Dabei handelte es sich um die beiden Einheiten 86º und 88º Gruppo mit ihren CRDA Cant Z.501 und CRDA Cant Z.1007 sowie um die 87º Gruppo, die als Teil des 1931 in Fasana d’Istria aufgestellten 30º Stormo bis 1941 von Sciacca und dann von Rhodos-Maritsa aus eingesetzt wurde.

### Wiederaufbau mit Helldivern
Die Geschichte des 41. Geschwaders und seiner fliegenden Einheiten nach dem Zweiten Weltkrieg steht in Zusammenhang mit den Auseinandersetzungen zwischen Marine und Luftwaffe um die italienischen Marineflieger und um deren Ausrüstung mit land- und trägergestützten Flächenflugzeugen. Nach dem Krieg blieb zunächst eine gesetzliche Regelung aus der Zeit des Faschismus in Kraft, die alle Flugzeuge ausschließlich der italienischen Luftwaffe zuordnete und damit den Wiederaufbau der Heeres- und Marineflieger behinderte.
Den Wiederaufbau einer fliegenden Seeaufklärungs- und U-Jagd-Komponente übernahm daher die italienische Luftwaffe. Am 16. September 1950 trafen auf dem Militärflugplatz Grottaglie bei Tarent die ersten von insgesamt 40 Curtiss SB2C-5 Helldiver ein, die Italien dank des Mutual Defense Assistance Program (MDAP) von den USA erhielt. Die ersten Maschinen gingen an die 86º Gruppo in Grottaglie, ab dem 15. Juli 1952 flog auch die 87º Gruppo in Catania-Fontanarossa auf Sizilien dieses Muster.
1950 entsandte die italienische Marine eine Delegation in die USA, um die Möglichkeit der Übernahme eines gebrauchten, leichten Flugzeugträgers einschließlich Bordflugzeugen zu prüfen. Kurz danach begann dort die Ausbildung von Piloten und Flugzeugmechanikern der Marina Militare. Nachdem im Sommer 1952 die ersten Marinepiloten ihre Ausbildung auf der Helldiver einschließlich der Trägerqualifizierung abgeschlossen hatten, brachte die Midway die ersten beiden Flugzeuge dieses Typs nach Italien. Unmittelbar nach der Landung in Neapel-Capodichino ließ sie die italienische Luftwaffe wegen der geltenden Rechtslage beschlagnahmen und schlug sie dann der 86º Gruppo in Grottaglie zu. 46 weitere für die Marine vorgesehene Helldiver wurden eingelagert und später verschrottet.
Nachdem auch die neuen Heeresflieger wegen ihres geplanten Ausbaus in Konflikte mit der Luftwaffe geraten waren, schuf 1956 das sogenannte „1.500-Kilo-Gesetz“ Klarheit. Alle über dieser Gewichtsgrenze liegenden Starrflügler verblieben bei der Luftwaffe, bei den Hubschraubern hingegen wurden Heer und Marine keine Grenzen gesetzt. Mit dem Gesetz Nr. 968 vom 7. Oktober 1957 erreichte man schließlich eine unkonventionelle, auch für die Marine akzeptable Lösung: Seeaufklärer und andere für Marinezwecke vorgesehene Flächenflugzeuge blieben weiterhin Eigentum der Luftwaffe, die sich um deren Einsatzbereitschaft und Instandhaltung kümmern sollte, die operative Kontrolle dieser Flugzeuge übernahm jedoch die Marine. Ungewöhnlich war auch, dass die Seeaufklärer gemischte Besatzungen haben und somit auch von Piloten der Marine geflogen werden sollten. Zur Bearbeitung aller damit in Zusammenhang stehenden Grundsatzangelegenheiten richtete man beim Admiralstab eine von einem Luftwaffengeneral geleitete Dienststelle ein (Marinavia).

### Harpoon und Tracker
Zwischen Februar und Mai 1953 trafen 22 von 48 geplanten Lockheed PV-2 Harpoon für die 86º Gruppo in Grottaglie und die 87º Gruppo in Fontanarossa ein. Diese Flugzeuge entsprachen jedoch nicht den Erwartungen, weswegen man auf die restlichen Maschinen verzichtete. Stattdessen übernahm die Aeronautica Militare zwischen dem 6. März 1957 und dem 15. Mai 1964 insgesamt 45 Grumman S-2F-1 Tracker.
Die 86º Gruppo verlegte am 20. Juli 1957 von Grottaglie nach Neapel-Capodichino und flog die Tracker von dort aus bis Ende 1972. Die 87º Gruppo verlegte zwischen dem 22. Dezember 1959 und dem 9. Januar 1960 von Fontanarossa auf den ganz in der Nähe gelegenen Militärflugplatz Sigonella. Die 88º Gruppo wurde am 1. März 1960 mit Trackern in Fontanarossa aufgestellt und flog diese vorübergehend auch von Trapani-Chinisia, Sigonella und Comiso aus. Comiso diente bis 1973 als vorgeschobener Stützpunkt für die Tracker.
Mit den beiden fliegenden Staffeln 87º Gruppo in Sigonella und 88º Gruppo in Fontanarossa wurde am 1. Oktober 1965 in Catania-Fontanarossa das 41º Stormo wiedererrichtet. Im November 1971 verlegte auch die 88º Gruppo nach Sigonella, während der Geschwaderstab und einige Unterstützungseinheiten noch bis zum 31. August 1978 in Fontanarossa blieben.

### Atlantic-Ära

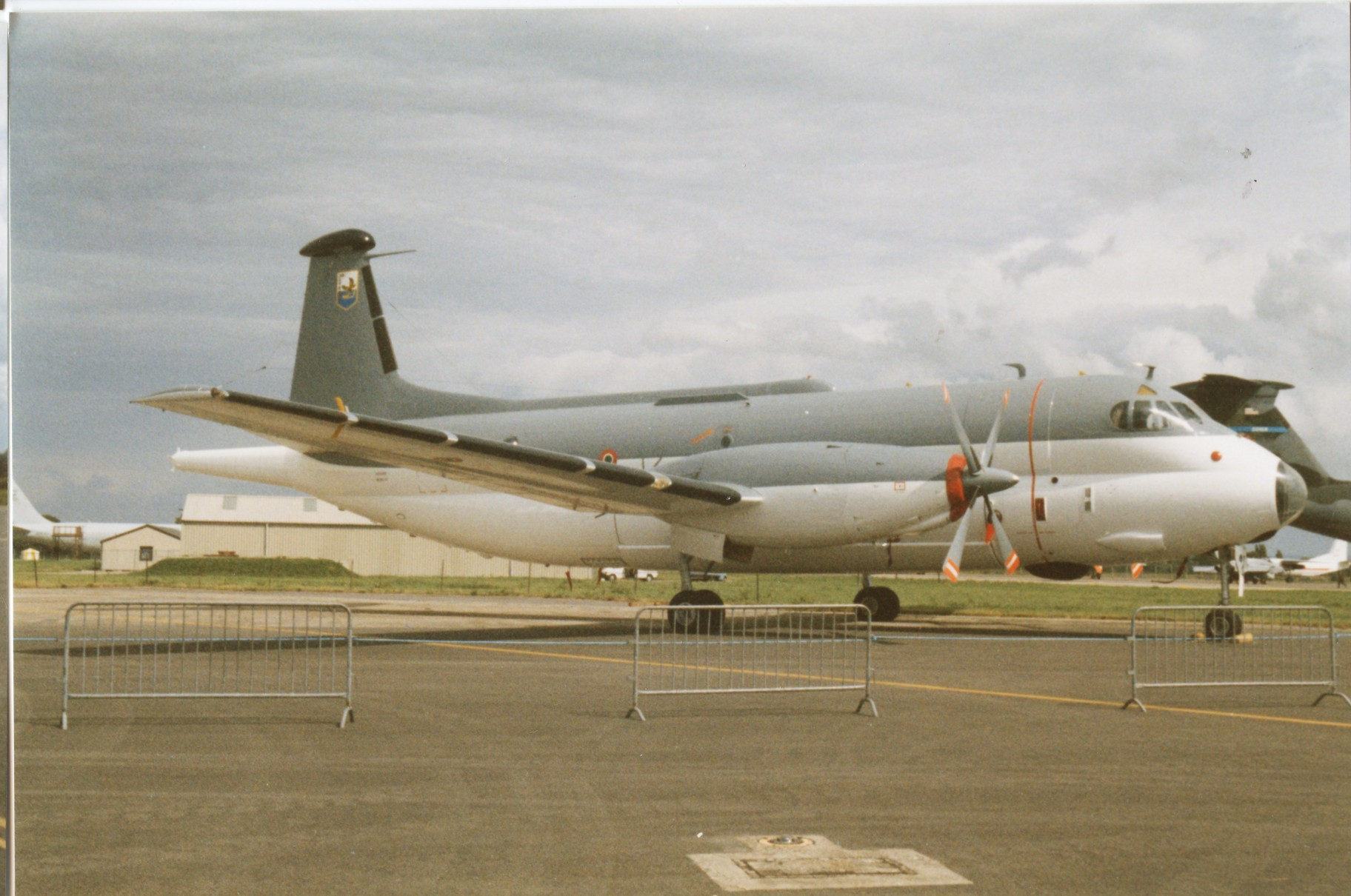
Atlantic in alter Lackierung 1987 in Fairford

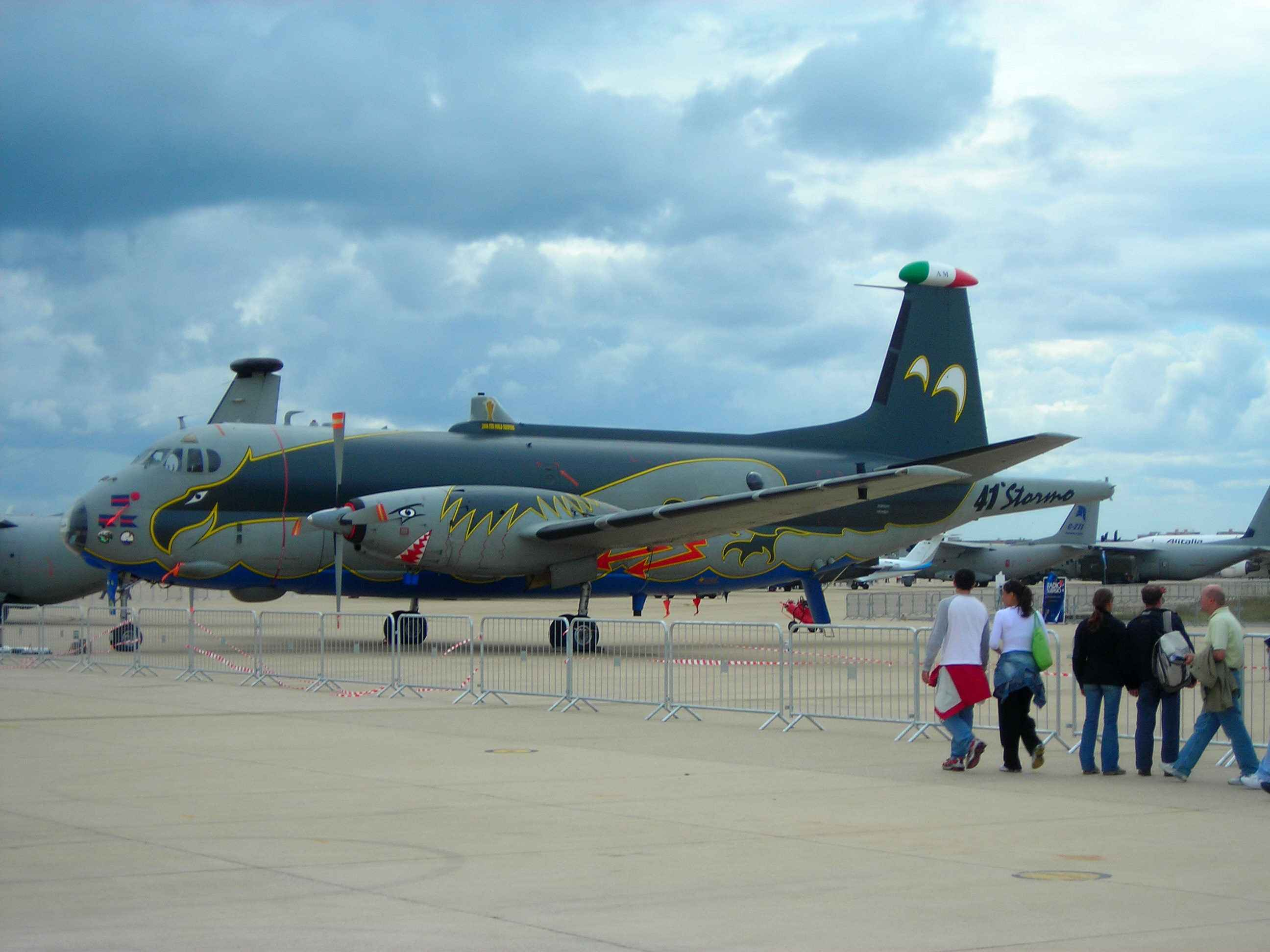
Breguet Atlantic des 41. in Sonderlackierung 2006 in Pratica di Mare

Ab dem 27. Juni 1972 erhielt die Aeronautica Militare 18 Seefernaufklärer vom Typ Breguet Atlantic. Neun Maschinen gingen an die 88º Gruppo in Sigonella, die anderen neun Flugzeuge an die 86º Gruppo, die Ende 1972 von Neapel-Capodichino nach Cagliari-Elmas auf Sardinien umgezogen und dem dort reaktivierten 30º Stormo zum 1. Januar 1973 unterstellt worden war. Nach Außerdienststellung der 87º Gruppo in Sigonella zum 31. August 1978 bildeten die 18 Atlantic die neue Seeaufklärungskomponente, wobei die 86º Gruppo vorwiegend im westlichen Mittelmeer operierte, die 88º Gruppo hauptsächlich im östlichen. In der Regel nahmen sie an den jährlichen U-Jagd-Übungen der NATO vor der Ostküste Siziliens teil (Dogfish, später Noble Manta und Proud Manta).
Am 31. Juli 2002 wurde in Cagliari-Elmas das 30º Stormo aufgelöst, die Atlantic in Sigonella konzentriert und im weiteren Verlauf dort schrittweise außer Dienst gestellt. In Elmas blieb ein Flugplatzkommando mit einer Wartungseinheit, die die Instandhaltung der verbliebenen Atlantic sowie der Transportflugzeuge der 46ª Brigata Aerea in Pisa übernahm und die weitere Nutzung von Cagliari-Elmas als vorgeschobenem Atlantic- und Lufttransportstützpunkt gewährleistete. Die 86º Gruppo verlegte nach Sigonella und wurde dort zu einer Ausbildungseinheit für Atlantic-Besatzungen des 41º Stormo umfunktioniert.
Nach der Jahrtausendwende suchten die Luftwaffe und Marine Italiens vergeblich nach einem passenden Nachfolger für die alternden Atlantic. Aus operativer Sicht schienen die Boeing P-8 und auch die Kawasaki P-1 ideal, nicht jedoch aus finanzieller. Schließlich wich man auf eine militärische Version der ATR 72 als Zwischenlösung aus, die ab Ende 2016 eingeführt wurde und die Atlantic nach insgesamt 45 Jahren Dienstzeit am 21. September 2017 ganz ersetzte. Seit mindestens 2007 gibt es Planungen, das Geschwader in Sigonella zu einem sogenannten Joint Surveillance Wing zu machen, das nach bewährtem Muster teilstreitkraftübergreifend funktionieren soll. Seeaufklärung und U-Jagd sollen nur mehr zwei von verschiedenen anderen Aufgaben des Überwachungs- und Aufklärungsgeschwaders werden, für das allgemein eine ISTAR-Rolle vorgesehen ist, eventuell auch mit Drohnen.